# Триивичест ровещ сцинк
Триивичест ровещ сцинк (Androngo trivittatus) е вид влечуго от семейство Сцинкови (Scincidae). Видът е незастрашен от изчезване.

## Разпространение
Разпространен е в Мадагаскар.

## Описание
Популацията на вида е стабилна.